# Odontopera aemoniaria
Odontopera aemoniaria là một loài bướm đêm trong họ Geometridae.